# TOP CEO 1
《스타일 배틀로얄 TOP CEO 1》은 패션N에서 2010년 4월 10일부터 2010년 7월 3일까지 방송되었던 TV 프로그램이다. 우승자에게는 1억 원 상당의 쇼핑몰 TV 광고 기회가 주어진다.

## 결과
| 순위 | 이름     | 소속사                       |
| ---- | -------- | ---------------------------- |
| 1위  | 심수연   | 버블라인                     |
| 2위  | 박인애   | 코이                         |
| 3위  | 김예진   | 립합                         |
|      | 조세희   | 헬로세희, 모터미디어         |
|      | 이은정   | 피그비코리아, 前케이맘       |
|      | 주현호   | 제이펀                       |
|      | 김은진   | 입술공주, 하쿠, 前옐로우스타 |
|      | 강지선   | 로즈잉                       |
|      | 허나예지 | 비비드레스                   |